# Temporada da Stock Car Brasil de 1985
O Campeonato Stock Car de 1985 foi a 7ª edição promovida pela Confederação Brasileira de Automobilismo (CBA) da principal categoria do automobilismo brasileiro.
O vencedor foi o piloto Ingo Hoffmann.
Contexto histórico
Foi criada em 1977 para ser uma alternativa à extinta Divisão 1 (D1), que corria com as marcas Chevrolet (Opala) e Ford (Maverick). Isso ocorreu pelo desinteresse do público e dos patrocinadores por se tornar uma categoria monomarca, dada a superioridade dos modelos Chevrolet. Para que isso não ocorresse, a General Motors criou uma nova categoria, que unia desempenho e sofisticação. O nome foi um golpe de mestre, pois além de emular o nome da famosa categoria americana, a NASCAR, desviava a atenção da marca única.
A primeira prova ocorreu em 22 de abril de 1979, no Autódromo de Tarumã, no Rio Grande do Sul. A criação da categoria foi a melhor resposta a um antigo anseio de uma comunidade apaixonada por carros de corrida, ou seja, uma categoria de Turismo que unisse desempenho e sofisticação.
Regulamento
O regulamento foi criado para limitar os custos, procurando equilíbrio, sem comprometer as performances dignas das competições internacionais.

## Equipes e pilotos
| Equipe                           | Construtor | Carro                        | Pneu | N.° | Nome do piloto        | Rodada    |
| -------------------------------- | ---------- | ---------------------------- | ---- | --- | --------------------- | --------- |
| Equipe Coca-Cola Brasil/Polwax   | Chevrolet  | Opala 250-S 4.1L 171cv Coupé | C    | 10  | César Villela         | Todas     |
| Equipe Coca-Cola Brasil/Polwax   | Chevrolet  | Opala 250-S 4.1L 171cv Coupé | C    | 64  | Walter Travaglini     | Todas     |
| Equipe Johnson                   | Chevrolet  | Opala 250-S 4.1L 171cv       | P    | 29  | Renato Martins        | Todas     |
| Equipe Johnson                   | Chevrolet  | Opala 250-S 4.1L 171cv       | P    | 47  | Jorge Fleck           | 5         |
| Giaffone Motorsport              | Chevrolet  | Opala 250-S 4.1L 171cv Coupé | M    | 74  | Zeca Giaffone         | Todas     |
| Giaffone Motorsport              | Chevrolet  | Opala 250-S 4.1L 171cv Coupé | M    | 53  | Afonso Giaffone Jr.   | Todas     |
| Spinelli Racing                  | Chevrolet  | Opala 250-S 4.1L 171cv Coupé | C    | 1   | Marcos Gracia         | Todas     |
| Spinelli Racing                  | Chevrolet  | Opala 250-S 4.1L 171cv Coupé | C    | 65  | Beto Napolitano       | 2 e 5-8   |
| Equipe Havoline-Texaco           | Chevrolet  | Opala 250-S 4.1L 171cv Coupé | P    | 48  | Olimpio Alencar Jr    | Todas     |
| Equipe Havoline-Texaco           | Chevrolet  | Opala 250-S 4.1L 171cv Coupé | P    | 55  | Walter Corsi Filho    | Todas     |
| Team Metalpó                     | Chevrolet  | Opala 250-S 4.1L 171cv Coupé | B    | 67  | Paulo Gomes           | Todas     |
| Team Metalpó                     | Chevrolet  | Opala 250-S 4.1L 171cv Coupé | B    | 16  | Thiago Grison         | 2-4 e 6-8 |
| Castrol Racing                   | Chevrolet  | Opala 250-S 4.1L 171cv Coupé | M    | 50  | Djalma Fogaça         | Todas     |
| Castrol Racing                   | Chevrolet  | Opala 250-S 4.1L 171cv Coupé | M    | 97  | Fred Marinelli        | 3 e 6-7   |
| HG/Rodão Motorsport              | Chevrolet  | Opala 250-S 4.1L 171cv       | P    | 80  | Leonardo Almeida      | 1-2 e 6   |
| Camel Grand Prix                 | Chevrolet  | Opala 250-S 4.1L 171cv       | C    | 22  | Chico Serra           | Todas     |
| Camel Grand Prix                 | Chevrolet  | Opala 250-S 4.1L 171cv       | C    | 23  | Roberto Amaral        | 1-3 e 6-8 |
| JF Racing                        | Chevrolet  | Opala 250-S 4.1L 171cv Coupé | B    | 73  | Ingo Hoffmann         | Todas     |
| JF Racing                        | Chevrolet  | Opala 250-S 4.1L 171cv Coupé | B    | 90  | Fabiano Brito         | 3         |
| Action/Sultox-Sulpesca Racing    | Chevrolet  | Opala 250-S 4.1L 171cv       | P    | 88  | Reinaldo Campello     | 8         |
| Action/Sultox-Sulpesca Racing    | Chevrolet  | Opala 250-S 4.1L 171cv       | P    | 40  | Heber Borlenghi       | 3 e 7-8   |
| San Philipo/Objetivo Competições | Chevrolet  | Opala 250-S 4.1L 171cv Coupé | C    | 70  | Laércio Justino       | Todas     |
| San Philipo/Objetivo Competições | Chevrolet  | Opala 250-S 4.1L 171cv Coupé | C    | 49  | Nelson Lacerda (Boia) | Todas     |
| Equipe Havoline-Texaco           | Chevrolet  | Opala 250-S 4.1L 171cv Coupé | C    | 21  | Vignaldo Fizio        | Todas     |
| Equipe Havoline-Texaco           | Chevrolet  | Opala 250-S 4.1L 171cv Coupé | C    | 98  | Clayton Peres         | 2 e 8     |
| ECO/Baterias Durex/Renner Racing | Chevrolet  | Opala 250-S 4.1L 171cv Coupé | C    | 27  | Sidney Alves          | Todas     |
| ECO/Baterias Durex/Renner Racing | Chevrolet  | Opala 250-S 4.1L 171cv Coupé | C    | 18  | José Cangueiro        | 5-6 e 8   |
| Kohlbach Engineering             | Chevrolet  | Opala 250-S 4.1L 171cv Coupé | P    | 30  | Oscar Chanoski        | Todas     |
| Kohlbach Engineering             | Chevrolet  | Opala 250-S 4.1L 171cv Coupé | P    | 13  | Savio Murillo         | Todas     |
| Touring Club                     | Chevrolet  | Opala 250-S 4.1L 171cv Coupé | C    | 28  | Sérgio Ramalho        | Todas     |
| Touring Club                     | Chevrolet  | Opala 250-S 4.1L 171cv Coupé | C    | 93  | Roberto Massouh       | 1 e 4     |
| Forbox Corporation               | Chevrolet  | Opala 250-S 4.1L 171cv Coupé | C    | 41  | / Gene Fireball       | Todas     |
| Oxigeral GP                      | Chevrolet  | Opala 250-S 4.1L 171cv Coupé | C    | 68  | Diumar Bueno          | Todas     |
| Rothmans International           | Chevrolet  | Opala 250-S 4.1L 171cv       | C    | 33  | Paulo Valiengo        | 6-7       |
| BP Bunge Bioenergia Racing       | Chevrolet  | Opala 250-S 4.1L 171cv       | B    | 42  | Evaldo Quadrado       | Todas     |
| BP Bunge Bioenergia Racing       | Chevrolet  | Opala 250-S 4.1L 171cv       | B    | 57  | João Correa           | 8         |
| Team Marlboro                    | Chevrolet  | Opala 250-S 4.1L 171cv       | M    | 79  | Paulo de Tarso        | Todas     |
| Team Marlboro                    | Chevrolet  | Opala 250-S 4.1L 171cv       | M    | 38  | Sebastião Andrade     | 2 e 5     |
| Team Playlife                    | Chevrolet  | Opala 250-S 4.1L 171cv       | G    | 60  | Pedro Muffato         | 3-8       |
| Team Playlife                    | Chevrolet  | Opala 250-S 4.1L 171cv       | G    | 95  | Ricardo Steinfeld     | 3 e 8     |

## Calendário e resultados

### Etapas
| # | Circuito             | Data          | Pole Position       | Volta mais rápida   | Piloto Vencedor    | Equipe Vencedora       |
| - | -------------------- | ------------- | ------------------- | ------------------- | ------------------ | ---------------------- |
| 1 | GP de Viamão         | 21 de abril   | Afonso Giaffone Jr. | César Villela       | Paulo Gomes        | Team Metalpó           |
| 2 | GP do Rio de Janeiro | 12 de maio    | Afonso Giaffone Jr. | Afonso Giaffone Jr. | Ingo Hoffmann      | JF Racing              |
| 3 | GP de Guaporé        | 9 de junho    | Nelson Lacerda      | Oscar Chanoski      | Zeca Giaffone      | Giaffone Motorsport    |
| 4 | GP de Brasília       | 14 de julho   | Reinaldo Campello   | Marcos Gracia       | Ingo Hoffmann      | JF Racing              |
| 5 | GP de Goiânia        | 11 de agosto  | Olimpio Alencar Jr  | Ingo Hoffmann       | Olimpio Alencar Jr | Equipe Havoline-Texaco |
| 6 | GP de Cascavel       | 6 de outubro  | Afonso Giaffone Jr. | Ingo Hoffmann       | Ingo Hoffmann      | JF Racing              |
| 7 | GP de Curitiba       | 13 de outubro | Ingo Hoffmann       | Ingo Hoffmann       | Ingo Hoffmann      | JF Racing              |
| 8 | GP de São Paulo      | 8 de dezembro | Reinaldo Campello   | Ingo Hoffmann       | Ingo Hoffmann      | JF Racing              |

## Classificação

### Campeonato de pilotos
| Pos | Piloto                 | VIA | RJO | GUA | BRA | GOI | CAS | CTB | SPO | Pts |
| --- | ---------------------- | --- | --- | --- | --- | --- | --- | --- | --- | --- |
| 1   | Ingo Hoffmann          | 2   | 1   | 5   | 1   | 4   | 1   | 1   | 1   | 194 |
| 2   | Afonso Giaffone Jr.    | Ret | 3   | DNS | 3   | Ret | 4   | Ret | 3   | 186 |
| 3   | Marcos Gracia          | 3   | 4   | 10  | 7   | 2   | Ret | 5   | 7   | 180 |
| 4   | Paulo Gomes            | 1   | 7   | 2   | 5   | 15  | 6   | 9   | 4   | 176 |
| 5   | Olimpio Alencar Jr     | Ret | 5   | DNS | 9   | 1   | 2   | 2   | 5   | 174 |
| 6   | Chico Serra            | 4   | Ret | 4   | 6   | Ret | 3   | 14  | 2   | 140 |
| 7   | César Villela          | Ret | Ret | 3   | 8   | Ret | 18  | 6   | Ret | 134 |
| 8   | Zeca Giaffone          | 5   | 6   | 1   | 2   | 3   | 7   | 3   | 10  | 132 |
| 9   | Oscar Chanoski         | 10  | 2   | Ret | 13  | Ret | 15  | Ret | Ret | 128 |
| 10  | Sidney Alves           | 7   | Ret | 8   | 11  |     | 5   | 4   | 9   | 118 |
| 11  | Vignaldo Fizio         | Ret | Ret | 7   | 14  | DNS | DSQ | 16  | 11  | 100 |
| 12  | Evaldo Quadrado        | 11  | Ret | Ret | 16  | Ret | 11  | 8   | Ret | 92  |
| 13  | Diumar Bueno           | 6   | Ret | DNS | 4   | Ret | 10  | Ret | Ret | 88  |
| 14  | / Gene Fireball        | Ret | Ret | 13  | Ret | 5   | 12  | 11  | Ret | 83  |
| 15  | Pedro Muffato          |     |     | 16  | 15  | 8   | Ret | DNS | 6   | 73  |
| 16  | Sérgio Ramalho         | 9   | 8   | 11  | 10  | 6   | 9   | 7   | 14  | 71  |
| 17  | Paulo de Tarso Marques | 14  | Ret | 6   | 12  | 7   | 8   | 15  | 15  | 60  |
| 18  | Laércio Justino        | 8   | Ret | DNS | 17  | Ret | 14  | Ret | 18  | 56  |
| 19  | Reinaldo Campello      |     |     |     |     |     |     |     | 8   | 52  |
| 20  | Nelson Lacerda (Boia)  | 8   | Ret | DNS | 17  | Ret | 14  | Ret | 18  | 50  |
| 21  | Savio Murillo          | 13  | 11  | 9   | Ret | Ret | Ret | DNS | Ret | 41  |
| 22  | Roberto Amaral         | 12  | 9   | Ret |     |     | Ret | 17  | DNQ | 23  |
| 23  | Walter Corsi Filho     | Ret | 12  | 12  | Ret | 9   | 17  | 13  | 13  | 20  |
| 24  | Renato Martins         | 15  | 10  | 17  | Ret | 14  | Ret | DNS | 12  | 17  |
| 25  | Walter Travaglini      | Ret | Ret | 15  | 19  | 10  | 16  | Ret | DNQ | 11  |
| 26  | Beto Napolitano        |     | Ret |     |     | 12  | Ret | 10  | 19  | 9   |
| 27  | Jorge Fleck            |     |     |     |     | 11  |     |     |     | 8   |
| 28  | Thiago Grison          |     | Ret | DNS | 18  |     | 13  | 12  | 17  | 5   |
| 29  | Djalma Fogaça          | Ret | 13  | 14  | Ret | 13  | Ret | Ret | 16  | 2   |
| 30  | Fred Marinelli         |     |     | -   |     |     | Ret | DNS |     | 0   |
| 31  | Leonardo Almeida       | Ret | Ret |     |     |     | -   |     |     | 0   |
| 32  | Fabiano Brito          |     |     | Ret |     |     |     |     |     | 0   |
| 33  | Heber Borlenghi        |     |     | DNF |     |     |     | DNF | Ret | 0   |
| 34  | José Cangueiro         |     |     |     |     | DNF | Ret |     | Ret | 0   |
| 35  | Clayton Peres          |     | Ret |     |     |     |     |     | Ret | 0   |
| 36  | Roberto Massouh        | DNF |     |     | Ret |     |     |     |     | 0   |
| 37  | Ricardo Steinfeld      |     |     | NQ  |     |     |     |     | Ret | 0   |
| 38  | Sebastião Andrade      |     | Ret |     |     | Ret |     |     |     | 0   |
| 39  | João Correa            |     |     |     |     |     |     |     | Ret | 0   |
| 40  | Paulo Valiengo         |     |     |     |     |     | NQ  | Ret |     | 0   |
| Pos | Piloto                 | VIA | RJO | GUA | BRA | GOI | CAS | CTB | SPO | Pts |

| Cor      | Resultado            |
| -------- | -------------------- |
| Ouro     | Vencedor             |
| Prata    | 2º lugar             |
| Bronze   | 3º lugar             |
| Verde    | Terminou, nos pontos |
| Azul     | Terminou, sem pontos |
| Púrpura  | Retirou-se (Ret)     |
| Vermelho | Não qualificado (NQ) |
| Preto    | Desqualificado (DSQ) |
| Branco   | Não largou (NL)      |
| Sem cor  | Não participou (NP)  |
| Sem cor  | Lesionado (Les)      |
| Sem cor  | Excluído (EX)        |